# ロンドン地下鉄1992形電車
ロンドン地下鉄1992形電車(London Underground 1992 Stock)は1992年から製造され、1993年4月に営業運転を開始したロンドン地下鉄セントラル線、ウォータールー&シティー線用の電車。ロンドン地下鉄の2種類ある車両サイズのうち、小さいほうのサイズの車両群に属する。

## 概要
1992形電車はセントラル線で運用されていた1962形電車の置換用としてABB（アドトランツを経てボンバルディア・トランスポーテーション）で、2両1ユニット4組からなる8両編成85本が製造され、1993年4月から1962形を2年間で置き換えた。本形式は元BREL（イギリス国鉄車両部門）のダービー工場を引き継いだ設備で製造された。本形式の製造に先立ち、1986形3両での長期試験が行われた。ロンドン地下鉄で初めてのチョッパ制御車で、イギリスの電車としてはマイクロコンピュータ制御され、装置間をネットワーク接続した初期のものと位置づけられる。
セントラル線用85編成の製造後、2両ユニット10組がイギリス国鉄運営のウォータールー&シティー線用として製造され、482形電車となった。同線の運営が1994年4月1日にロンドン地下鉄に移管された際、これらの車両も同様に移管され、1992形に編入されている。
本文中の車両形式略号などはロンドン地下鉄の車両形式および車両番号の付与方法を参照のこと。

## 外観

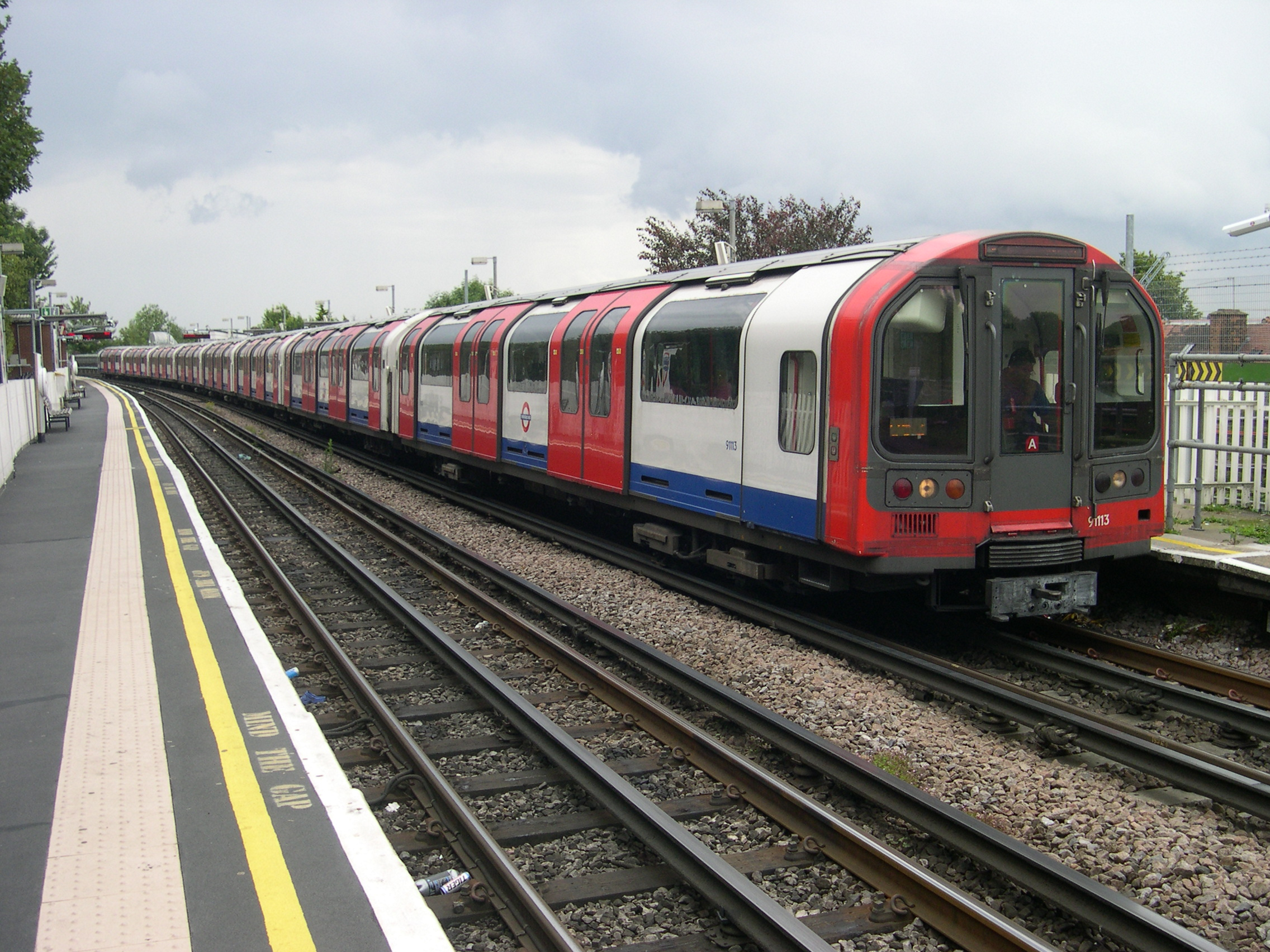
セントラル線用1992形電車外観

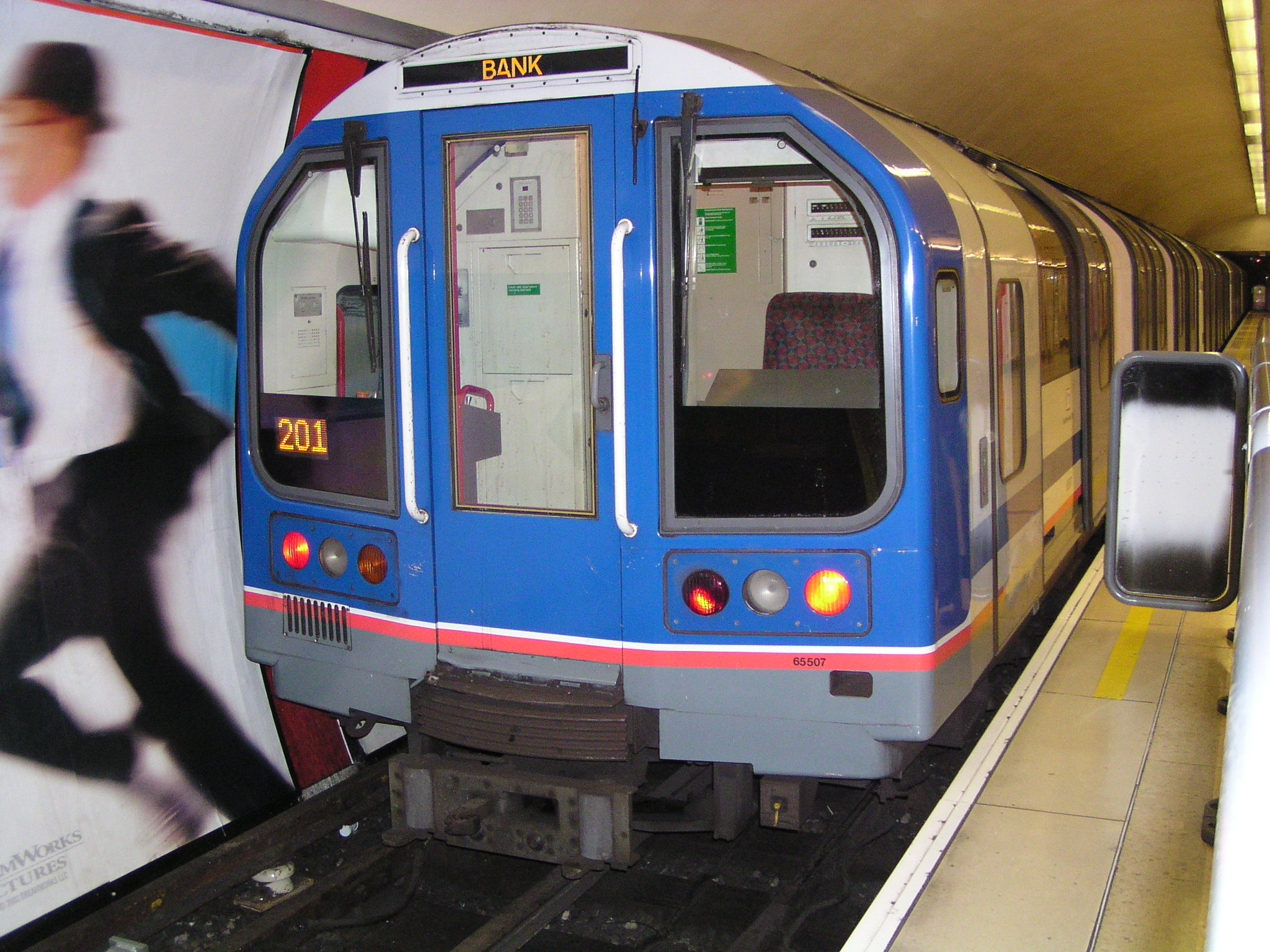
バンク駅でのウォータールー＆シティー線用1992形電車。2006年の塗装変更前の姿。

中央部2か所が両開き、車端部2か所が片開きの片側4扉で、先頭車はドア1か所分を運転室としているため3扉である。ロンドン地下鉄で初めて外吊式扉を採用した車両で、続いて製造されたノーザン線用1995形やジュビリー線用1996形よりも側窓の天地寸法が大きい事が特筆される。セントラル線用は製造当初からロンドン地下鉄標準の赤青白の3色に塗装されていたが、ウォータールー&シティー線用はネットワーク・サウスイーストの標準塗装とされ、2006年に更新工事が行われた際ロンドン地下鉄標準の赤青白の3色に変更された。

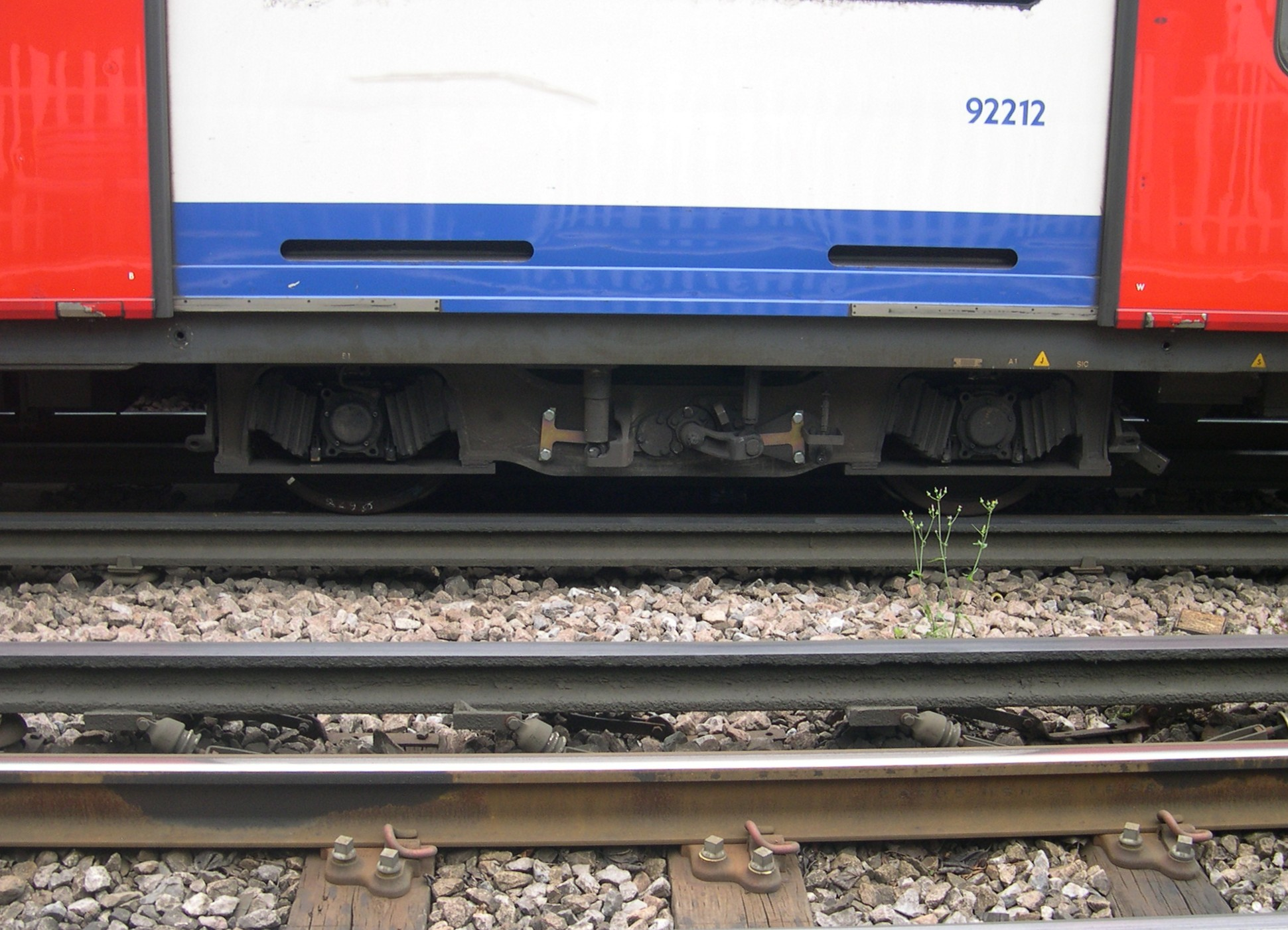
1992形台車

1992形ではロンドン地下鉄で初めて枕バネに空気バネを採用し、モノリンク式の川崎重工製KW98形ボルスタレス台車を装着している。

## 内装

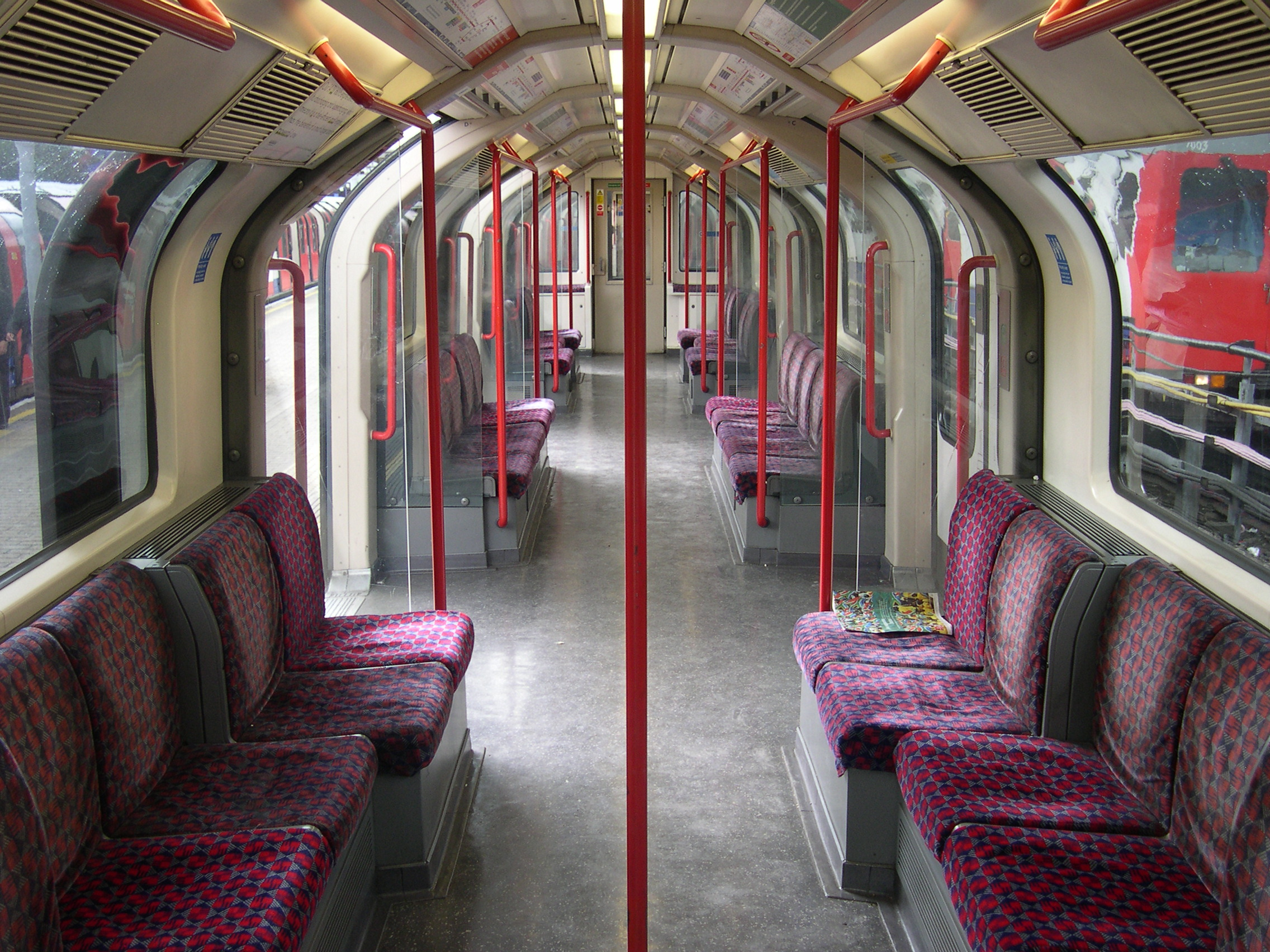
セントラル線用1992形電車の車内

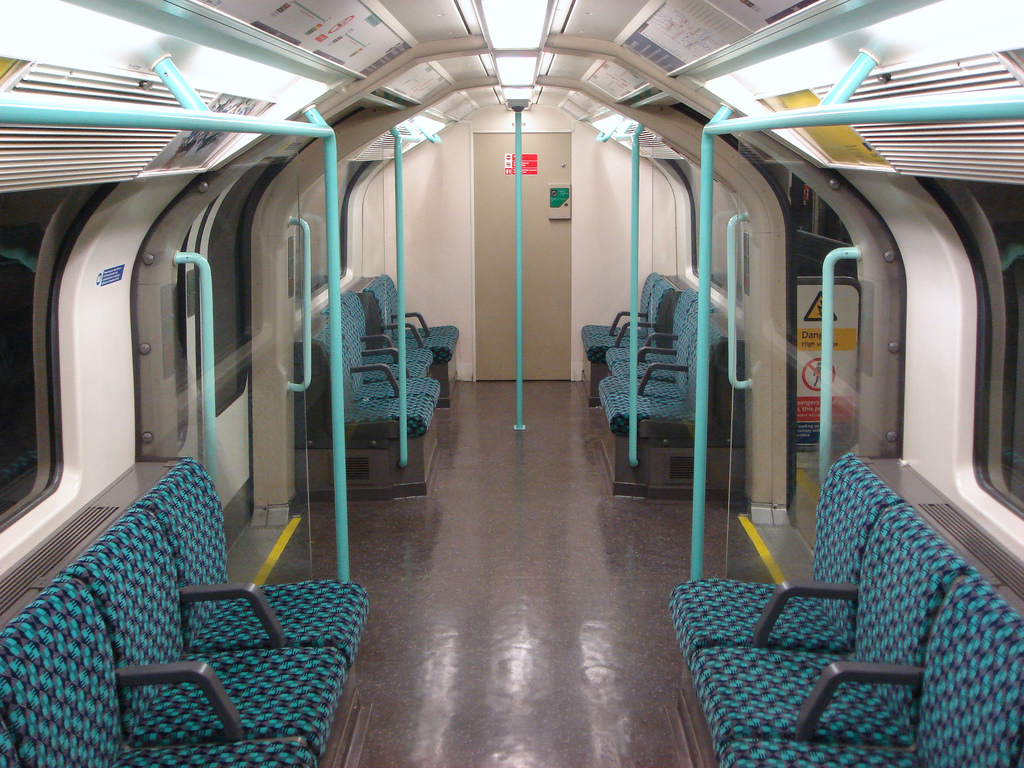
更新後のウォータールー&シティー線用1992形電車の車内

車内はオールロングシートで、全車手すりとシートの色がセントラル線のラインカラーと同じ赤系となっていたが、ウォータールー&シティー線用は2006年の更新工事施工時ウォータールー&シティー線のラインカラーに合わせた水色系となっている。
1992形はデッドマン装置付き右手操作のワンハンドルマスコンで制御される。把手を時計回りまたは反時計回りに75度回すことでデッドマン装置が解除され、把手を前方に押し出すことで加速、手前に引くことで減速される。

## 編成
セントラル線用は全電動車の2両1ユニット4組の8両編成で、ウォータールー&シティー線用は2両1ユニット2組の4両編成で運用される。
セントラル線用にはDM（制御電動車）とNDM（中間電動車）を組み合わせたユニットと、NDMだけで組み合わされたユニットがあるが、機器構成の違いにより、DMはA DMと呼ばれ、NDMはB NDM、C NDMの2種類がある。一部編成には防氷装置付の中間電動車(D NDM)が組み込まれ、B NDMとユニットを組んでいる。
セントラル線東端部にループ線があるため、編成の向きは常時入れ換わり、各車両の電気連結器は車両の向きが変わっても問題なく連結できるよう配置されている。
製造時の所有者が異なるため、セントラル線用とウォータールー&シティー線用の車両では異なる番号体系となっている。セントラル線用では、A DMには91xxxの5桁の車両番号が付与され、下一桁は奇数番号のみとなっている。B NDMには92xxxの番号が付与され、A DMとユニットを組む車両は下一桁奇数、C NDMとユニットを組む車両は下一桁偶数番号となっている。C NDMは93xxxの番号とされ、下一桁は偶数である。D NDMは934xxで、下一桁は偶数である。いずれも場合も、ユニットを組む車両の下三桁の番号は同一となっている。
ウォータールー&シティー線用の制御電動車はE DM、中間電動車はF NDMと呼ばれ、それぞれ655xx、675xxの番号が与えられている。セントラル線用と同様、ユニットを組む車両の下三桁の番号は同一である。ウォータールー&シティー線は全線が地下であり、防氷装置付きの車両は無い。

## 自動運転装置
セントラル線用1992形はATO(Automatic Train Operation)とATP(Automatic Train Protection)を併設する数少ないロンドン地下鉄車両のひとつで、これらを活用した自動運転が行われている。ATOは実際に列車を運転し、ATPは軌道信号を読み取って運転台に制限速度、信号現示等を表示する。自動運転装置には全自動、半自動、手動の3モードがある。
全自動モードではATOとATPの全機能が使用され、運転士はドア開閉と、出発時に「START」ボタンを押す以外の操作をする必要が無い。
半自動モードではATOの機能は使用されず、運転士はATPの制約のもとで列車を運転する。 1992形の速度計は横軸表示され、現在の車速と目標車速が示される。全自動、半自動モードでは常に目標車速が表示されるが、半自動モードの際はこれに加えて音声でも加速側、減速側のどちらに目標車速が変更されたかが案内される。目標車速を超過した場合、アラームが鳴動するとともに非常ブレーキが作動し、目標速度まで自動的に減速される。運転士が確認ボタンを押すとアラームは停止する。運転手の技量維持のため、日曜日などに区間を限定して半自動モードでの運転が行われている。
手動モードでは最高速度が18km/hに制限され、16km/hで主電動機への電流供給が遮断される。ATOとATPはともに機能せず、運転士は目視で信号現示に従って運転する。このモードはATPまたは信号の故障時、または車庫内で使用される。

## 自動放送装置
1992形電車はロンドン地下鉄で初めて自動放送装置を採用した電車である。放送の例を以下に示す。
"This is Tottenham Court Road. Change here for the Northern Line." "This is a Central Line train, to Ealing Broadway."

## チャンスリー・レーン脱線事故
2003年1月25日にチャンスリー・レーン駅で1992形のモーターが脱落し、落下したモーターに乗り上げた後部3両が脱線する事故が発生した。同日午後から1992形全車が運行停止となり、不具合の原因となったボルトを交換し、モーターの脱落を防止するブラケットを追設する工事が終了するまでセントラル線、ウォータールー&シティー線が全面運休となった。一部区間での運行が同年3月14日に、同年4月12日に全線で運行が再開された。

## 更新工事

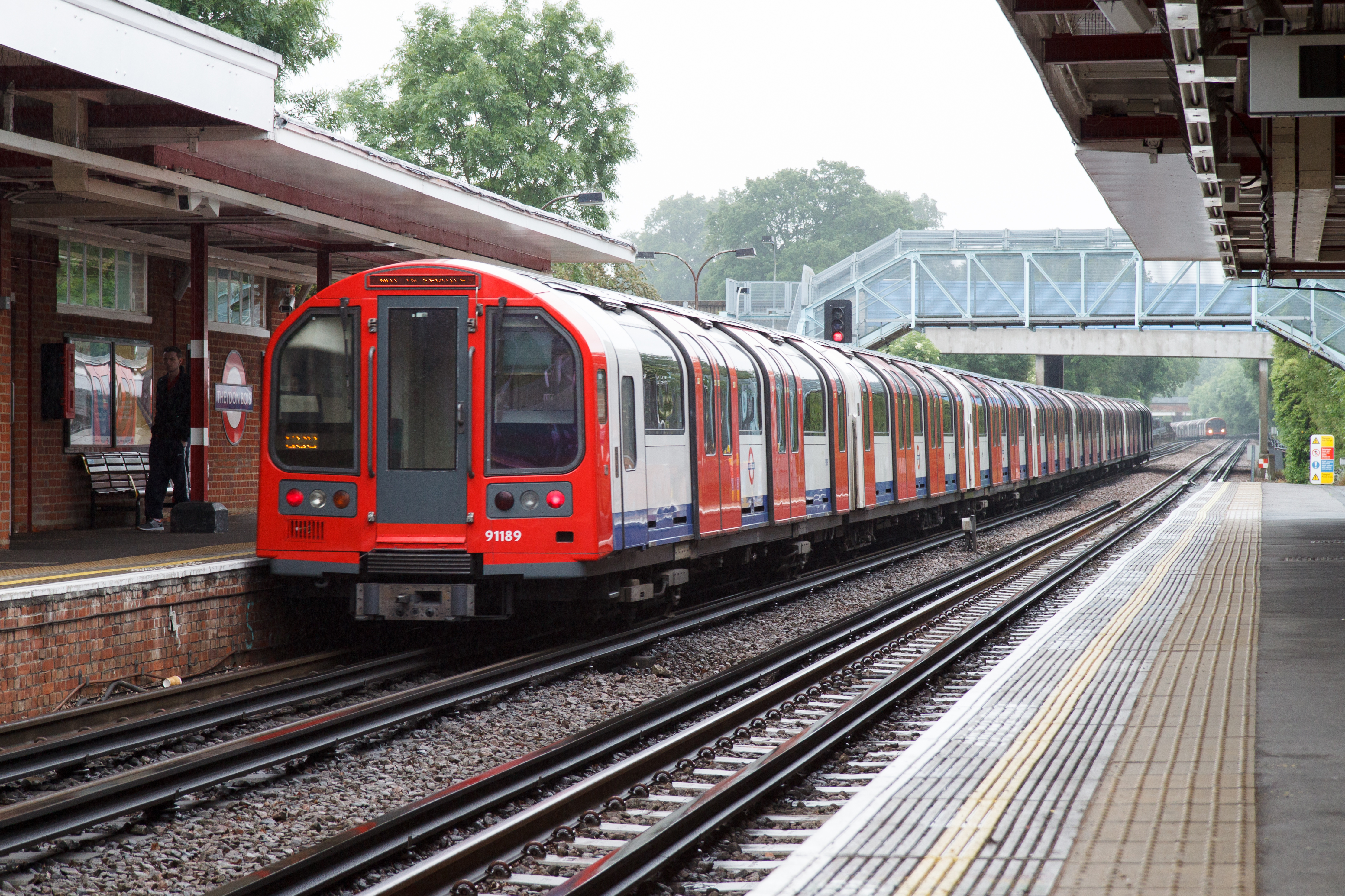
更新車の外観
前面の赤い部分が増えている

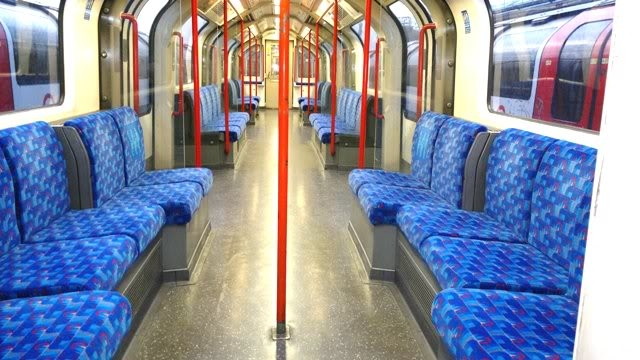
更新車車内

運用開始後約20年が経過した2011年から順次更新工事が行われている。水進入対策のため窓枠を交換、複雑で保守費用がかさんでいた各機器も交換されたほか、座席カバー、車内灯なども一新されている。前面形状も変更され、更新前より赤い部分が増えた。ウォータールー&シティー線用の車両は2006年に一回更新されているが、今回の更新工事の対象となっている。

## 参考資料
- “1992 Tube Stock Specifications”.   Transport for London. 2013年12月14日時点のオリジナルよりアーカイブ。2009年7月5日閲覧。
- “1992 Tube Stock”.   Squarewheels.org.uk. 2009年7月4日閲覧。
- “London Underground Rolling Stock Sizes, Measurements and Details”.   Tubeprune. 2009年7月4日閲覧。
- 「ロンドン地下鉄の130年史 8」 渡邉耕司 交友社『鉄道ファン』1998年11月号（通巻451号）掲載
- Brian Hardy (2002). London Underground Rolling Stock 15th Edition. Capital Transport. ISBN 1854142631